# Tourelle du Lavardin
Pour les articles homonymes, voir Lavardin.
La tourelle du Lavardin est construite en 1841 sur l'écueil éponyme, entre l'entrée du port de La Rochelle et le phare de Chauveau.
- Tour rayée, horizontalement, noir et rouge au large des côtes de la Charente-Maritime devant La Rochelle et l'Île de Ré.
- Au sud du port de La Pallice et à l'ouest de La Rochelle.
- Balise le plateau du Lavardin pour faciliter l'accès au port de La Rochelle et de La Pallice.
- F 2 éclats Blanc, 6 s, secteur vert

Elle remplace une balise provisoire installée en 1824 sur les rochers du Lavardin
Lors des plus forts coefficients possibles de basse mer, le plateau rocheux sur lequel est bâtie la tourelle est découvert. 

### Webographie
- 1763 - Guide du navigateur de l’Ile de Ré à la Gironde : le petit Flambeau de la Mer sur le site Histoire p@ssion

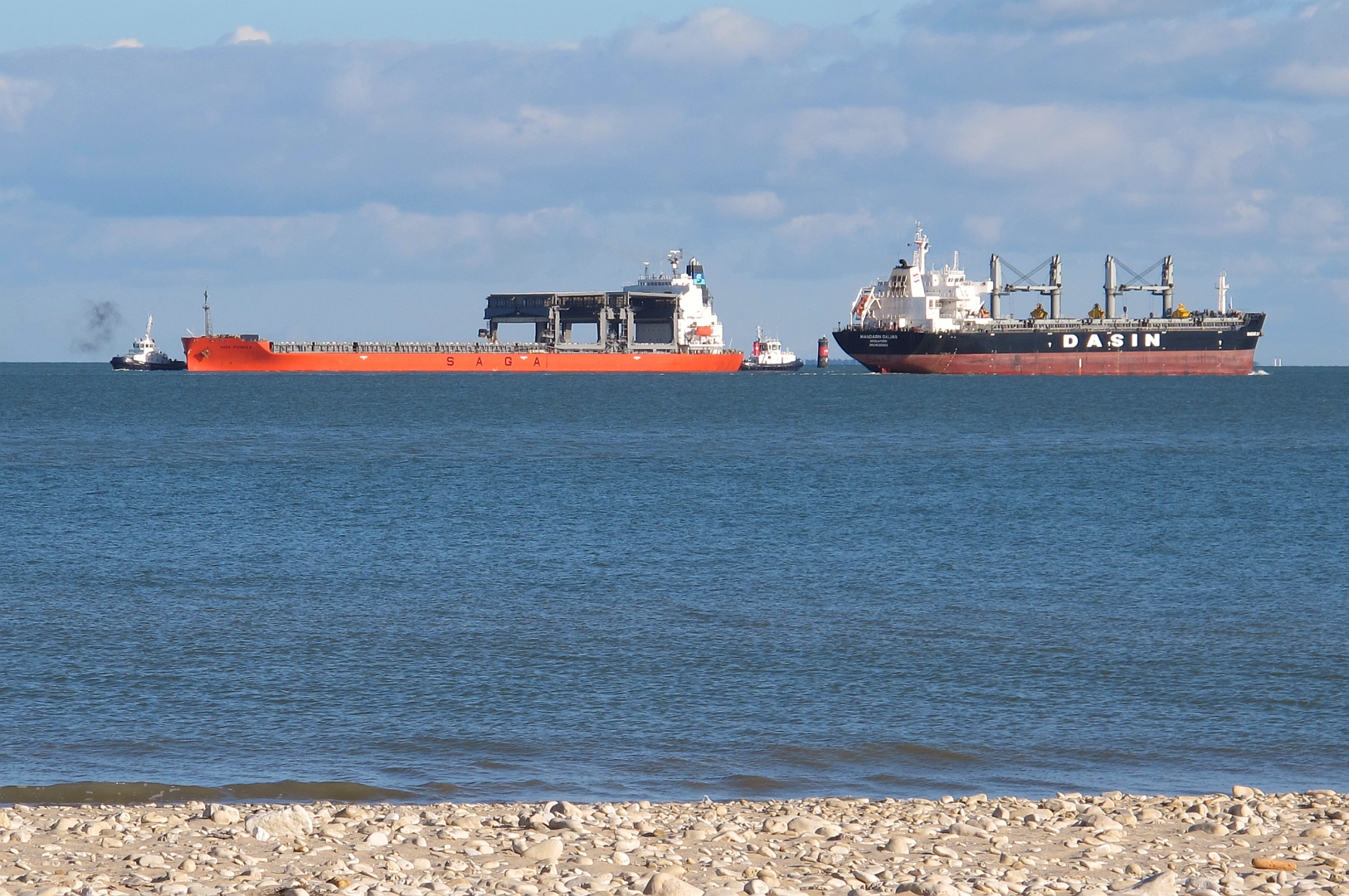
Deux navires se croisant entre la tourelle du Lavardin et l'île de Ré.

- 1792 - Adresse aux Citoyens Rochellois sur le commerce maritime, par Ganet père, Citoyen de la Rochelle sur le site Histoire p@ssion